# 城所卓雄
城所 卓雄（きどころ たくお、1945年 - ）は日本の外交官。2009年3月から2011年11月までモンゴル駐箚特命全権大使。

## 人物・経歴
神奈川県平塚市に生まれ、すぐに伊勢原市池端に移る。伊勢原市立伊勢原小学校、伊勢原市立伊勢原中学校、神奈川県立平塚高等学校、神奈川県立厚木高等学校を経て、1969年東京外国語大学外国語学部モンゴル語学科を卒業後、外務省に入省。文学士。名誉経済学博士、名誉外交学博士。
1971年からリーズ大学留学。1973年から新設の在モンゴル日本国大使館で三等書記官に就任。大使1名、参事官1名、三等書記官1名、専門調査員2名の5人体制であった。1976年まで在モンゴル日本国大使館同二等書記官。1994年から1997年まで在モンゴル日本国大使館参事官。
在シカゴ日本国総領事館、在ロシア日本国大使館在勤、外務省経済協力局民間援助支援室長、サンクトペテルブルク総領事を経て、2009年3月から2011年11月まで東京外国語大学モンゴル語科出身者として2人目のモンゴル大使。一般社団法人東京外語会ウランバートル支部長兼務。モンゴルには1974年、1990年以来3度目の赴任になった。2011年11月8日退官。退官後は妻ともに大磯町で暮らし、サンクトペテルブルク国立技術経済大学客員教授、モンゴル文化教養大学客員教授、名古屋大学特任教授、国立大学法人名古屋大学参与（非常勤）、東京大学教養学部非常勤講師（モンゴル語中級（第三外国語）担当）、All Life Line Net理事長、日本産業経済学会顧問などを務めた。2012年4月から株式会社ライセンスアカデミー顧問。2011年9月には同国よりアルタンガダス(北極星)勲章が授与された。。2020年春の叙勲で瑞宝中綬章受章。